# Kelme
A Kelme é uma empresa espanhola de equipamentos e materiais esportivos com sede em Elche, Espanha. Fundada em 1963 pelos irmãos Diego e José Quiles, seu logotipo é representado por uma garra.
Iniciou com calçados esportivos que lhe deu projeção internacional tornou-se multinacional, com fábricas em várias partes do mundo, inclusive no Brasil.
Em 1980 criou a equipe profissional de ciclismo de estrada Kelme, de grande êxito. Também o clube juvenil de Elche, o Kelme Club de Fútbol.
Patrocina uma equipe de atletismo, entre os quais Said Aouita. Em 1992 foi a fornecedora oficial da equipe olímpica espanhola nos Jogos Olímpicos de Barcelona, e entre 1994 a 1998 do Real Madrid.
A partir de 1999 sua situação financeira começou a declinar até que, em 2002, a Generalidade Valenciana, primeiramente injetou recursos, para posteriormente assumir o controle da empresa em dificuldades.
Daniel Güiza, atacante da seleção espanhola, utiliza as chuteiras da marca.

## Fornecimento e patrocínio

### Seleções
- Bósnia e Herzegovina
- Curaçau
- Dominica
- Jordânia
- Líbano
- Mongólia
- Nepal
- Palestina
- Turcomenistão

### Clubes
Bósnia
- Borac

Brasil
- América de Natal
- América-PE
- Anápolis
- Betim
- Valeriodoce

China
- Beijing Sport University
- Guangzhou
- Heilongjiang Lava Spring
- Nantong Zhiyun
- Qingdao Huanghai
- Shanghai Shenxin
- Shijiazhuang Ever Bright
- Sichuan Longfor
- Xinjiang Tianshan Leopard

Colômbia
- Real Cartagena

Coreia do Sul
- Gwangju
- Sangju Sangmu

Costa Rica
- Alajuelense

Croácia
- NK Istra 1961

El Salvador
- Santa Tecla

Eslovênia
- ND Ilirija 1911
- NK Dob
- NK Kamnik
- ND Slovenj Gradec
- NK Dragomer

Espanha
- Alcorcón
- Espanyol
- Hércules
- Real Unión

Guatemala
- Comunicaciones

Israel
- Hapoel Be'er Sheva

Japão
- Grulla Morioka

Países Baixos
- Telstar

Panamá
- C.D. Árabe Unido
- Santa Gema
- Panamá Oeste

Portugal
- Boavista

Rússia
- Ural
- Zenit

Taiwan
- Taiwan Power

Ucrânia
- Olimpik Donetsk

Uruguai
- Albion
- Boston River
- Rentistas

### Basquete
Espanha
- Baskonia

## Ligações Externas
- El imperio de Kelme se tambalea, por David Cerdán 06/07/2003 em (El País) (em castelhano)